# 사우디아라비아 국민위병
국민위병(아랍어: الحَرَس الوَطنيّ 알하라스 알와타니[*])은 사우디아라비아 왕국 군대의 3대 군종 중 하나다.
국민위병은 국방부가 아닌 국민위병부라는 별도의 장관급 부처에 속한다. 정규군과 달리 사우드 왕가에 충성하는 베두인 부족 전통에서 만들어진 집단으로, 왕가에 충성하며 쿠데타 등 만일의 위협으로부터 왕가를 보호하는 친위대의 역할을 한다.
국민위병은 창업군주 압둘아지즈 이븐 사우드를 도와 사우디아라비아 통일전쟁을 수행한 베두인 전사집단 이크완의 후신이다. 통일전쟁 후기에 이크완은 이븐 사우드와 이해관계가 틀어져 이크완의 난을 일으켰지만 진압당했고, 그 잔존 병력이 근대화를 거쳐 국민위병이 되었다.